# La Pola de Gordón
La Pola de Gordón é um município, e a vila com o mesmo nomem, da Espanha na Montanha Central da província de León, comunidade autónoma de Castela e Leão, de área 157,43 km² com população de 4170 habitantes (2007) e densidade populacional de 28,09 hab/km².

## Demografia
| Variação demográfica do município entre 1991 e 2004 | Variação demográfica do município entre 1991 e 2004 | Variação demográfica do município entre 1991 e 2004 | Variação demográfica do município entre 1991 e 2004 |
| --------------------------------------------------- | --------------------------------------------------- | --------------------------------------------------- | --------------------------------------------------- |
| 1991                                                | 1996                                                | 2001                                                | 2004                                                |
| 5965                                                | 5471                                                | 4719                                                | 4422                                                |